# Cristiana Oprea
Cristiana Oprea (n. 11 martie 1992) este un pilot de raliuri român. Este prima româncă pilot care a concurat în Campionatul Mondial de Raliuri și în Campionatul European de Raliuri FIA ERC (în afara țării). În 2024 concurează în Campionatul European de Raliuri FIA ERC. A debutat în automobilism în 2015, întâi în rolul de copilot alături de George Grigorescu, apoi ca pilot în Cupa DACIA, pilotând o Dacia Sandero 0.9 TCe.
Ea a participat în Campionatul European de Raliuri și în Campionatul Național de Raliuri, iar în iulie 2018 ea și copilotul Diana Hațegan au devenit singurul echipaj feminin românesc din ultimii 50 de ani care a participat la un raliu în afara țării, cu ocazia Rally Sliven din Bulgaria, etapă a FIA European Rally Trophy.
În iulie 2019, tot alături de copilotul Diana Hațegan, au devenit primul echipaj feminin care a reprezentat România în Campionatul European de Raliuri, la Rally di Roma Capitale, etapa de debut la care au câștigat cele mai multe puncte în clasamentul ERC Ladies Trophy, pilotând un Peugeot 208 R2.
În aprilie 2022, Cristiana a participat la Raliul Croației, devenind astfel prima româncă pilot care a concurat în Campionatul Mondial de Raliuri FIA WRC.
În 2022 și 2023 a concurat în Opel Electric Rally Cup, singurul campionat electric de raliu din lume, promovând sustenabilitatea și inovația prin motorsport.

## Biografie

### Studii, carieră și debutul în automobilism
Cristiana este dublă absolventă a Universității de Arhitectură și Urbanism "Ion Mincu" din București. Ea a urmat cursurile Facultății de Urbanism (2010-2014) și ale Facultății de Arhitectură (2011-2017), însă nu a profesat niciodată, dorindu-și să își urmeze pasiunea pentru mașini. În 2015 a ocupat pentru o scurtă perioadă postul de PR al Federației Române de Automobilism Sportiv, rol care i-a oferit primul contact cu lumea automobilismului. A debutat în raliuri în 2015 la Transilvania Rally, copilot alături de pilotul George Grigorescu, Maestru al Sportului și fondatorul competiției monomarcă Cupa DACIA. 

#### Centru de Excelență în Automobilism București
În 2017, Cristiana a creat conceptul unui Centru de Excelență în Automobilism Arhivat în 1 august 2019, la Wayback Machine. București, ca temă a proiectului de diplomă la Facultatea de Arhitectură. 

### Palmares
Cristiana Oprea a concurat 2 sezoane complete, 2017 și 2018, în Cupa DACIA, parte a Campionatului Național de Raliuri. 
Anul 2017 a marcat sezonul de debut, în care a concurat la 7 etape cu o Dacia Sandero 0.9 TCe având-o copilot pe Ioana Stan. A terminat pe locul 6 din 9 echipaje debutante și pe locul 12 din 18 echipaje înscrise în total în competiția monomarcă. 
Sezonul 2018, deși parcurs în întregime fără sponsori la fel ca în sezonul de debut, a reușit să termine pe locul 5 general Cupa DACIA, cel mai bun rezultat al unei femei pilot din 2007 până în prezent, de când a concurat Alina Bunica. 
Cristiana a început sezonul 2019 în forță, marcând primul podium al carierei la Raliul Argeșului, unde alături de copilotul Diana Hațegan a urcat pe locul 2 în clasamentul general Cupa DACIA. Astfel au scris o pagină în istoria Cupei DACIA, Cristiana devenind prima femeie pilot și, implicit, primul echipaj feminin care a urcat pe podiumul general al competiției în cele 13 ediții.
În iulie 2019, alături de copilotul Diana Hațegan, a devenit primul echipaj feminin care a reprezentat România în Campionatul European de Raliuri, la Rally di Roma Capitale, etapa de debut la care au câștigat cele mai multe puncte în clasamentul ERC Ladies Trophy.
În aprilie 2022, Cristiana Oprea a participat împreună cu copilotul Andrei Mitrașcă la Raliul Croației, devenind astfel prima româncă pilot care a concurat în Campionatul Mondial de Raliuri FIA WRC.
În 2022 și 2023 a concurat cu o mașină electrică de raliu în Opel Electric Rally Cup, singurul campionat electric de raliu din lume, promovând sustenabilitatea și inovația prin motorsport. În aceași ani, a concurat și la câteva etape din Campionatul European de Raliuri.
În 2024 concurează în Campionatul European de Raliuri FIA ERC cu un Opel Corsa Rally4 de clasă RC4.

### Femei în Motorsport
Cristiana Oprea este fondatoarea și administratorul platformei Femei în Motorsport, care aliniază România la direcțiile de dezvoltare stabilite de FIA prin Comisia Women in Motorsport. Platforma Femei în Motorsport își asumă rolul de a promova toate femeile implicate în automobilismul și motociclismul românesc, active sau din trecut, încurajând o cultură care facilitează și valorifică implicarea acestora în toate ariile motorsportului.

### Jurnalism auto
Cristiana este jurnalist auto freelancer și scrie pe teme din domeniul auto, motorsport, mobilitate și lifestyle pe blogul său Cristianaoprea.ro.

## Legături externe
- Site oficial
- Cristiana Oprea profil ewrc
- Cristiana Oprea pe Facebook